# Wieland Kuijken
Wieland Kuijken (* 31. August 1938 in Dilbeek bei Brüssel) ist ein belgischer Viola-da-gamba-Spieler und Cellist.

## Leben
Mit fünfzehn Jahren begann Wieland Kuijken das Studium des Klavier- und später des Cellospiels am Konservatorium von Brügge. Im Jahr 1957 wechselte er an das königliche Konservatorium Brüssel, wo er seine Studien fünf Jahre später abschloss. Er begann jedoch schon vorher, sich auch für die Viola da gamba zu interessieren. Seit 1958 war er Mitglied im Ensemble Musiques Nouvelles, welches sich in erster Linie der Avantgardemusik widmete, und in dessen Ableger, dem Alarius Ensemble Brüssel, dem er bis 1972 verbunden blieb. 
Das Alarius Ensemble konzentrierte sich ab 1968 zunehmend auf die Historische Aufführungspraxis. Hier spielte er mit seinem Bruder, Sigiswald Kuijken, dessen Frau Marleen Thiers und Robert Kohnen, später auch Barthold Kuijken zusammen. Ab 1972 entstand das Ensemble La Petite Bande und später das Kuijken-Streichquartett. Mit Gustav Leonhardt, Frans Brüggen und Alfred Deller spielte er zahlreiche Werke der Kammermusik ein. Heute zählt er auf dem Barockcello und der Viola da gamba zu den gefragten Interpreten Alter Musik seiner Generation.
Als Pädagoge war Wieland Kuijken seit den 1970er Jahren an den königlichen Konservatorien von Antwerpen, Brüssel und Den Haag, seit 1973 auch am Tiroler Landeskonservatorium in Innsbruck tätig. Im Jahr 2004 beendete er seine Dozententätigkeit. Er hat eine beachtliche Reihe von Musikern in der für lange Zeit vergessenen Kunst des Viola-da-gamba-Spiels unterwiesen, sie dadurch geprägt und inspiriert, darunter auch Jordi Savall.
Regelmäßig wird Kuijken als Juror zu internationalen Wettbewerben in Brügge, Paris, Boston oder Utrecht eingeladen. Er ist ein gefragter Dozent bei Meisterkursen in verschiedenen Ländern Europas.